# Yacimiento de Cambo
El campo petrogasista de Cambo es un campo prospectivo de petróleo y gas situado en el Mar del Norte, a 125 kilómetros al noroeste de las Islas Shetland, en Escocia. El campo está en una sección profunda del agua, a unos 1.050 - 1.1000 m por debajo del nivel del mar. El desarrollo del campo ha provocado críticas de algunos grupos ecologistas, que afirman que va en contra de la reducción de las emisiones de carbono del Reino Unido. El proyecto tiene el potencial de entregar millones de barriles de petróleo y más de 53 billones de metros cúbicos (1,5 x 109 m3 ) de gas.

## Desarrollo
El campo petrolífero de Cambó fue descubierto en 2002 y tiene 30 kilómetros al suroeste del campo Rosebank, y a 50 kilómetros al norte del campo Schiehallion . Lleva el nombre del pueblo de Cambo en Northumberland, Inglaterra. Se encuentra a 125 kilómetros al noroeste de las islas Shetland en la cuenca Feroe-Shetland, a unos 1.050 - 1.100 metros por debajo del nivel del mar. Originalmente identificado por Hess, el sitio fue adquirido (junto con muchas otras licencias de West of Shetland) por OMV en 2014, tras convertirse en parte de la cartera de Siccar Point Energy.
Shell adquirió una participación del 30 % en el proyecto y Siccar Point Energy se quedó con el 70 % restante.
En el cronograma proyectado original, la perforación de desarrollo debía haber comenzado en 2022.

## Geología
El petróleo se encuentra en una arenisca depositada en la era del Eoceno, de la Hildasay Member, parte de la Formación Flett. El campo se encuentra debajo de una estructura geológica conocida como Corona Ridge. Las reservas se depositaron a principios del Eoceno, cuando el lecho del Atlántico Norte sufrió fisuras . Se ha estimado que este proceso tuvo lugar durante un período de unos 200.000 años.

## Objeciones
El desarrollo propuesto del sitio generó críticas de grupos ambientalistas, no solo por las emisiones de carbono, sino también por el daño marino que causaría un oleoducto. La Environmental Law Alliance Worldwide declaró que el cinturón de esponjas Feroe-Shetland, que es un área marina protegida, podría estar en riesgo. La primera ministra de Escocia, Nicola Sturgeon, declaró en noviembre de 2021 que creía que el proyecto no debería seguir adelante, lo que provocó las críticas del exjefe de comunicación del Partido Nacional Escocés (SNP), David Mutch. Dijo: "Stop Cambo no nos lleva muy lejos. De hecho, nos trae desempleo y más petróleo importado durante décadas. . . . . Creo que es decepcionante, no estoy seguro de que tenga mucho sentido y también está en desacuerdo con lo que dijo el Primer Ministro la semana pasada en la conferencia COP26 en Glasgow". Sin embargo, el Partido Verde escocés acogió con satisfacción la decisión del primer ministro, y su portavoz Mark Fuskell afirmó que "tiene toda la razón en que la expansión del petróleo y el gas es una locura durante la apremiante crisis climática". La sección escocesa de Amigos de la Tierra dijo: "Acogemos con beneplácito el reconocimiento del Primer Ministro de que no existe una prueba climática creíble que el campo petrolífero de Cambo pudiera pasar alguna vez. Este es un importante progreso de la posición del Gobierno escocés, que ahora debe traducirse en una clara oposición a todos los nuevos proyectos de combustibles fósiles".

## Abandono y reincorporación
En diciembre de 2021, Siccar Point Energy "pausó" el desarrollo del campo petrolero, después de que Shell se retirara de la empresa. En el período previo a la cumbre ambiental COP 26, varios grupos de campaña acusaron a los Gobiernos del Reino Unido y Escocia de ser hipócritas al permitir que el proyecto siguiera adelante, mientras mantenían la necesidad de reducir las emisiones de carbono. En marzo de 2022, Siccar Point Energy solicitó la prórroga de las licencias del proyecto, que debían expirar a fines de marzo de 2022, mientras que Shell estaba reconsiderando el proyecto, solo tres meses después de abandonarlo. En abril de 2022, Ithaca Energy compró Siccar Point Energy.